# استخوان کف‌پایی سوم
استخوان متاتارسال سوم (به انگلیسی: Third Metatarsal Bone)، استخوان بلندی در کف پاست. این استخوان، دومین استخوان متاتارسال بلند است. بلندترین استخوان، استخوان متاتارسال دوم است. متاتارسال سوم مشابه با استخوان متاکارپال سوم در کف دست می باشد.